# کامننا (ناحیه شومپرک)
کامننا (به چکی: Kamenná) یک منطقهٔ مسکونی در جمهوری چک است که در ناحیه شومپرک واقع شده‌است. کامننا ۵٫۱۲ کیلومتر مربع مساحت و ۵۸۲ نفر جمعیت دارد و ۳۸۶ متر بالاتر از سطح دریا واقع شده‌است.